# Tricentra auctidisca
Tricentra auctidisca là một loài bướm đêm trong họ Geometridae.